# Olivier Gremaud
Olivier Gremaud (* 8. März 1979) ist ein ehemaliger Schweizer Ruderer und Olympiateilnehmer.

## Leben
Gremaud ist in Zollikon aufgewachsen. Er studierte Wirtschaftswissenschaften an der Universität in Zürich. Nach zahlreichen Erfolgen in der Leichtathletik (5-facher Kantonalmeister ZH) wechselte er in den Rudersport in den Verein Seeclub Zürich. Zwischen 1993 und 2005 holte er Schweizer-Meistertitel in allen Bootskategorien (5-facher Junioren-Meister, 9-facher Schweizer Meister). Olivier Gremaud erhielt zudem das «Goldene Ehrenruder» des Schweizer Ruderverbands für das Jahr 1995, welches jeweils dem erfolgreichsten Ruderer des Jahres übergeben wird. 2007 trat er vom aktiven Rennsport zurück und widmete sich vermehrt seiner beruflichen Laufbahn.

## Erfolge
- 2004 Olympische Spiele Athen (GRE): 8. Doppelvierer
- 2003 WM Milano (ITA): 10. Doppelvierer[5]
- 2001 U-23-WM Ottensheim (AUT): 5. Skiff
- 1999 U-23-WM Hamburg (GER): 3. Zweier ohne Steuermann
- 1996 Junioren-WM Glasgow (GBR): 3. Doppelzweier
- 1995 Junioren-WM Poznań (POL): 3. Achter